# Kompetenznetzwerk für Bibliotheken
Das Kompetenznetzwerk für Bibliotheken (knb) beim Deutschen Bibliotheksverband (dbv) wurde 2004 mit der Aufgabe gegründet, überregionale Aufgaben des deutschen Bibliothekswesens in dezentraler Form zu bearbeiten. Das knb wird gemeinschaftlich finanziert von allen Bundesländern. Es berichtet an den Hochschulausschuss der Kultusministerkonferenz (KMK).
Arbeitsbereiche
- Deutsche Bibliotheksstatistik (Hochschulbibliothekszentrum des Landes Nordrhein-Westfalen (HBZ), siehe Bibliotheksverbund)
- Normenausschuss Information und Dokumentation im DIN
- Koordination, Bibliotheksportal (Fachinformationsportal), Internationale Kooperation sowie EU- und Drittmittelberatung beim Deutschen Bibliotheksverband (dbv)

Das knb war am Aufbau des Wissenschaftsportals b2i Buch-, Bibliotheks- und Informationswissenschaften beteiligt und veröffentlichte bis 2015 den Bibliotheksindex BIX.